# Ctenomys australis
Ctenomys australis är en däggdjursart som beskrevs av Carlos Rusconi 1934. Ctenomys australis ingår i släktet kamråttor, och familjen buskråttor. IUCN kategoriserar arten globalt som starkt hotad. Inga underarter finns listade i Catalogue of Life.
Arten förekommer i en smal region vid Argentinas kust nära Buenos Aires. Habitatet utgörs av sanddyner med ett glest täcke av gräs. En kull har i genomsnitt 2,9 ungar.